# Vera Scardino
Vera Scardino (Forlì, 14 febbraio 1916 – Modena, 13 aprile 2006) è stata una pittrice italiana.

## Biografia
Il padre Giuseppe era ferroviere, di origine siciliana; la madre, Alida Fussi, romagnola, era cognata dell'industriale e collezionista d'arte Giuseppe Verzocchi. Giunta a Modena con i genitori in tenera età, studiò all'Istituto Superiore d'Arte Adolfo Venturi sotto la guida di Benito Boccolari e successivamente all'Accademia di Bologna.
Artista precoce, la Scardino esordì nel 1934 partecipando a una mostra del GUF a Modena: fu la prima di una serie di collettive, soprattutto sindacali, allestite in Emilia-Romagna e successivamente anche nel Friuli-Venezia Giulia, dove la giovane artista spiccò sempre tra i migliori espositori, come si rileva dalle recensioni dell'epoca.
All'Accademia di belle arti di Bologna fu allieva di Virgilio Guidi e di Giorgio Morandi. Nel primo periodo produttivo, subì il fascino dello stile di Felice Casorati. 
Nel 1936 attrasse l'attenzione di Corrado Padovani, critico ferrarese del Corriere Padano, che accostò il suo stile a quello di Carlo Socrate. La pittrice iniziò così a frequentare l'ambiente artistico ferrarese, legandosi ad artisti quali Mimì Quilici Buzzacchi, Felicita Frai, Clara Zappi, Marta Ramaciotti, con le quali espose nel 1938 alla Mostra intersindacale bolognese e al Concorso femminile del Ritratto in Pittura a Villa Comunale di San Remo.
Nel 1939 divenne insegnante di tecniche artistiche a Fiume, allora città italiana, in cui affrescò con scene mitologiche la locale sede della Tirrenia di Navigazione (1940), progettando anche i lampadari, ornati con segni zodiacali, con un gusto non lontano da quello di Giò Ponti.
A causa delle vicende belliche, fu costretta a tornare definitivamente a Modena, prendendo la decisione di dedicarsi totalmente alla didattica e di non abbandonare più gli anziani genitori, non partecipando più a mostre d'arte a partire dal 1950. La passione per l'insegnamento la portò così a lavorare lungamente nelle scuole superiori di Modena, soprattutto nell'istituto magistrale. Continuò tuttavia l'esercizio della pittura nel tempo libero, dedicandosi al paesaggio, alla natura morta e all'esecuzione di scene sacre. Nello stile di questo periodo si palesò la sua vena più autentica, con disegni di straordinaria leggerezza, oli e tempere con impronte di naturalismo lirico ma non sentimentale, ed un rigore compositivo non alieno da rivisitazioni metafisiche.
Nel 1990, a distanza di quarant'anni esatti dalla sua ultima mostra collettiva, decise di tenere la sua prima personale di pittura, organizzata a Ferrara presso la galleria "Il Rivellino", allora sede del Club amici dell'arte. Da allora, la Scardino riprese ad esporre in collettive e illustrò il libro di poesie Vietato traversare (2002) dell'omonimo, ma non parente, Lucio Scardino.
Morì novantenne, lasciando erede del proprio patrimonio artistico la parrocchia modenese di San Pio X, che negli anni duemila ha organizzato tre sue mostre antologiche.

## Opere
- Autoritratto, 1934, olio su tela[7]
- Strade di Modena, 1934[10]
- Mia madre, 1935[7][11]
- Fratelli, 1936, olio su tela[7]

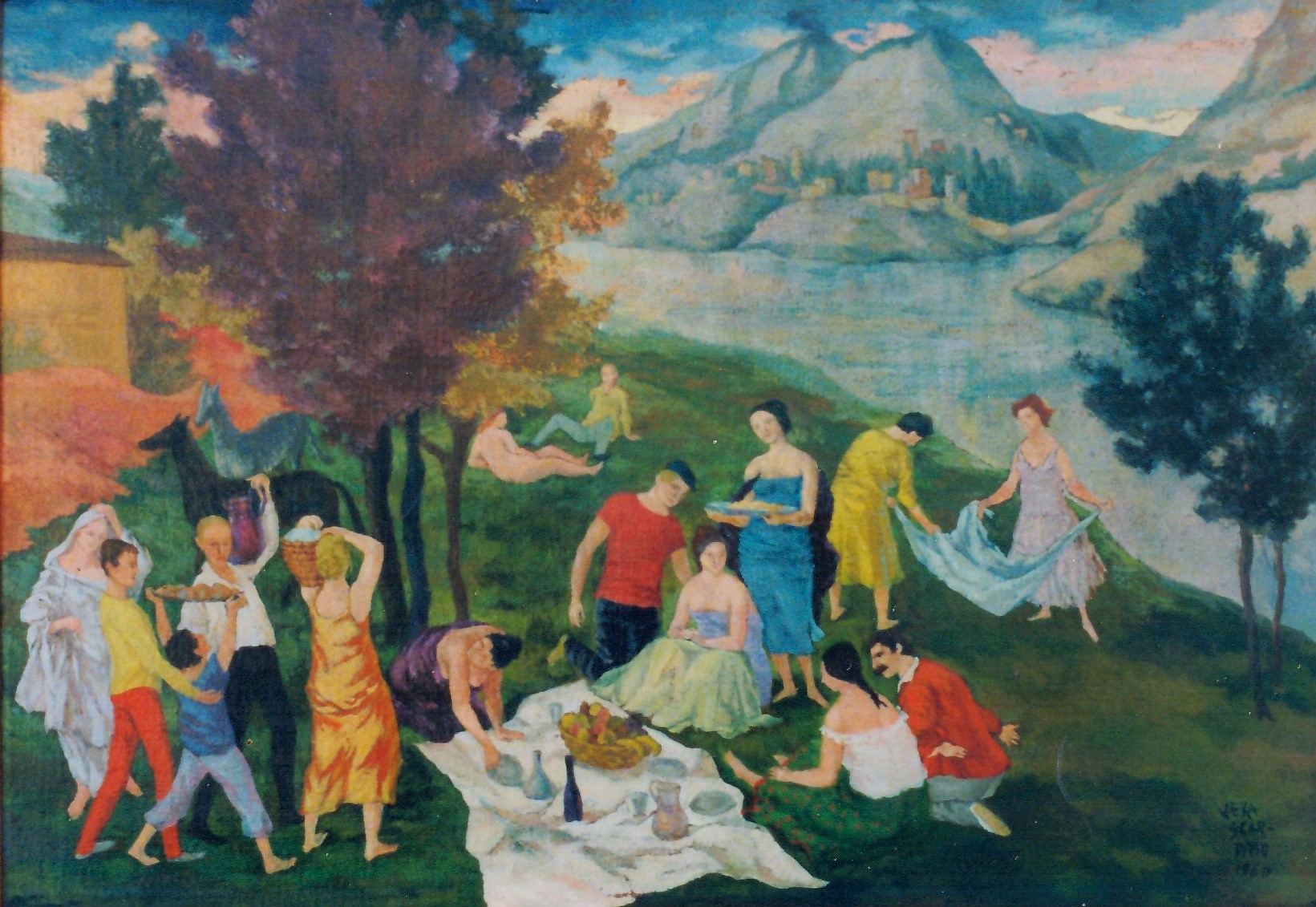
Picnic sul Frignano, olio su tela, 1960. Ferrara, collezione privata

- Giasone, 1940, bozzetto decorativo per Fiume[11]
- Pic-nic sul Frignano, 1960[11]
- Sulla spiaggia, 1960[11]
- Autoritratto incompiuto[12]